# Російське ботанічне товариство
Руське ботанічне товариство (РБО) — наукове товариство Російської академії наук, що об'єднує ботаніків Росії. Засноване в 1915 р.

## Історія
Ініціаторами створення товариства в квітні 1915 р. стали київські ботаніки С. Г. Навашин, Е. Ф. Вотчал та А. В. Фомін, які від імені Київського товариства дослідників природи звернулися до дійсних членів Академії наук А. С. Фамінцина та І. П. Бородіна з письмовим проханням сприяти скликанню при Академії наук з'їзду представників російських ботанічних установ з метою організації Російського ботанічного товариства та спеціального ботанічного журналу. І в травні 1915 р. загальні збори Академії наук дали згоду на проведення такого з'їзду.
Установчий з'їзд товариства відбувся 20-21 грудня 1915 р. в Петрограді. У ньому взяли участь представники 26 з 37 ботанічних установ різних міст Росії. З'їзд заснував Руське ботанічне товариство (РБО) з місцеперебуванням його в Петрограді і прийняв його статут (затверджений Академією наук 3 березня 1916 року).
- У 1915–1932 роках товариство називалося Російське ботанічне товариство (існувало при Академії наук),
- У 1932–1945 роках — Державне Всеросійське ботанічне товариство (перебувало у віданні Наркомпросу РРФСР),
- У 1945–1994 роках — Всесоюзне ботанічне товариство (ВБО, при Академії наук СРСР),
- З 1994 року і понині — Російське ботанічне товариство.

## Структура
Наприкінці 1969 у ВБО налічувало понад 5000 дійсних членів. ВБО за радянських часів мало 49 відділень (у тому числі у всіх союзних республіках), секції і постійні комісії. У 1988 р. товариство складалося з 8000 ботаніків єдиної країни, а у 1991 р. від Товариства фактично відпали всі республіканські організації (понад 4200 членів).

### Відділення
У 2009 в РБО діяло 45 регіональних відділень..

### Секції
- Альгологічна секція
- Комісія ім. Л. А. Іванова з анатомії, фізіології та екології деревних рослин.
- Комісія з біологічного руйнування матеріалів.
- Бріологічна комісія.
- Секція болотознавства.
- Секція ботанічного ресурсознавства та інтродукції рослин.
- Комісія з вивчення макроміцетів.
- Комісія з охорони рослинності
- Комісія з дослідження статевого розмноження рослин.
- Комісія з дендроіндікації природних процесів.
- Секція з класифікації, картографування і районування рослинності.
- Секція культурних рослин.
- Секція лісознавства та дендрології.
- Ліхенологічна секція.
- Мікологічна секція.
- Секція анатомії і морфології.
- Науково-педагогічна секція.
- Номенклатурна секція.
- Комісія з охорони рослинності.
- Палінологічна секція.
- Секція палеоботаніки.
- Секція Екологічної фізіології рослин.
- Секція флори і рослинності.
- Секція з ембріології і репродуктивної біології рослин.
- Секція каріології, каріосистематика і молекулярної систематики рослин.

## З'їзди і конференції
РБО та ВБО проводило всесоюзні ботанічні з'їзди (1921, 1926, 1928, …), делегатські з'їзди (1950, 1957, 1963, 1969, …) і багато тематичних та регіональних конференцій та нарад: Всесоюзні наради за обсягом виду і внутрішньовидової систематики (1967), з охорони ботанічних об'єктів (1968), з проблем флори і рослинності високогір'я (1968, 1971, 1974, 1977), за класифікацією рослинності (1967, 1971, 1974, 1977), із застосування математичних методів у геоботаніці (1969, 1971, 1974 , 1977), загальні збори, присвячені пам'яті А. Ф. Флерова (1972), Б. А. Федченко (1973), В. І. Вернадського (1977).
- Перший Всеросійський з'їзд ботаніків — 25 вересня — 5 жовтня 1921 р., Петроград. У роботі взяли участь близько 350 осіб.
- II з'їзд РБО, 1926, Москва
- III з'їзд РБО, 1928, Ленінград
- I Делегатський з'їзд Товариства, 1950
- II Делегатський з'їзд Товариства, 1957, Ленінград
- III Делегатський з'їзд Товариства, 1963, Ленінград
- IV Делегатський з'їзд ВБО, 1969, Тбілісі
- V Делегатський з'їзд ВБО, 1973, Київ
- VI Делегатський з'їзд ВБО, 1978, Кишинів
- VII Делегатський з'їзд ВБО, 1983, Донецьк
- VIII делегатський з'їзд ВБО, 1988, Алма-Ата
- I (IX) Делегатський з'їзд РБО, 1993, Ульяновськ
- II (X) Делегатський з'їзд РБО, 1998, Санкт-Петербург
- XI Делегатський з'їзд РБО, 2003, Новосибірськ, Барнаул
- XII Делегатський з'їзд РБО, 2008, Петрозаводськ[4]

## Президенти
Керівництво РБО здійснюють Президент, Почесний президент, Віце-президенти, Вчений секретар і члени Ради товариства.
- 1916-1930 — Бородін Іван Парфеньевіч
- 1930-1945 — Комаров Володимир Леонтійович
- 1946-1963 — Сукачов Володимир Миколайович
- 1963-1973 — Лавренко Євген Михайлович
- 1973-1991 — Тахтаджян Армен Леонович
- 1991 — Камелін Рудольф Володимирович

## Журнали
Товариство видає журнали, збірники праць і монографії (у тому числі багатотомну «Флору Західного Сибіру» П. Н. Крилова).
- З 1916 — Ботанічний журнал
- З 1950 — серія Проблеми ботаніки
- Ботанічний вісник

## Адреса
197376, Санкт-Петербург, вул. проф. Попова, д. 2.